# San Joaquin County
San Joaquin County is een county in de Amerikaanse staat Californië. Het was een van de eerste county's en werd gevormd in 1850.
Zijn naam kreeg het van de San Joaquin-rivier.

## Geografie
De county heeft een totale oppervlakte van 3694 km² (1426 mijl²) waarvan 3624 km² (1399 mijl²) land is en 70 km² (27 mijl²) of 1.89% water is.

### Aangrenzende county's
- Stanislaus County - zuiden, zuidoosten
- Alameda County - westen
- Contra Costa County - westen
- Sacramento County - noorden
- Amador County - noordoosten
- Calaveras County - oosten

### Steden en dorpen
- August
- Country Club
- Escalon
- Farmington
- French Camp
- Garden Acres
- Kennedy
- Lathrop
- Lincoln Village
- Linden
- Lockeford
- Lodi
- Manteca
- Morada
- Mountain House
- North Woodbridge
- Ripon
- South Woodbridge
- Stockton
- Taft Mosswood
- Tracy